# Parchowatka
Parchowatka (1004 m) – szczyt w Beskidzie Sądeckim. Znajduje się w Paśmie Jaworzyny w bocznym grzbiecie opadającym od głównej grani tego pasma (z okolicy Hali Łabowskiej) na południowy zachód. Grzbiet ten oddziela dolinę Łomniczanki od doliny Wierchomlanki. Dawniej grzbietem tym biegła też granica między polską ludnością zamieszkująca dolinę Łomniczanki a łemkowską zamieszkująca dolinę Wierchomlanki. Kolejno od dołu w górę znajdują się na nim szczyty: Drapa (717 m), Kiczora (806 m), Parchowatka, Łaziska (941 m) i Wargulszańskie Góry (1035 m). Większe potoki spływające spod Parchowatki to Wapiennik (dopływ Łomniczanki) oraz Izdwór (dopływ Potaszni). Na wschód od Parchowatki, w niewielkiej odległości znajdują się Kiczora (839 m) i Przypór (887 m), oddzielone doliną potoku Izdwór.
Dolne stoki Parchowatki są zalesione, jednak na rozległym i dość płaskim grzbiecie po obydwu stronach szczytu są odkryte tereny. Dawniej było ich znacznie więcej, były tutaj pola uprawne, łąki i zabudowania gospodarskie. Niektóre zostały już opuszczone przez ich mieszkańców, pola są użytkowane w niewielkim stopniu i stopniowo zarastają borówczyskami i lasem. Wciąż są jeszcze dobrym punktem widokowym.
Przez grzbiet Parchowatki prowadzi szlak turystyczny. Omija on jej wierzchołek po wschodniej stronie.

## Szlak turystyki pieszej
z Łomnicy-Zdroju (od szkoły) przez Parchowatkę, Łaziska i Wargulszańskie Góry na Halę Łabowską. Czas przejścia 3 h, ↓ 2.15 h